# Göran Lundin
Fritz Göran Birger Lundin (1950) è uno scrittore e editore svedese.

## Biografia
I suoi lavori più famosi sono Den svarte generalen (1982) (the Black General), Busschauffören som försvann (1983) (nominato best Swedish crime novel quello stesso anno), e Längs fjällvinden (2007).
Nel 2008, è stato riferito che Lundin è uno dei 103 svedesi potenzialmente sorvegliati dal National Defence Radio Establishment (FRA).

## Opere
- Samerna i Sverige: en stridsskrift (1977)
- Den svarte generalen (1982)
- Busschauffören som försvann (1983) (Utnämnd till årets bästa deckare av Dast-Magazine)
- Förbanna inte mörkret (1985)
- Döden på Norrbyskär (1987)
- Guldmakarens hemlighet (1990)
- Den haitiske trollkarlens son (1992)
- Busschaufför på villovägar och andra berättelser på hjul (1993)
- Läge för döden (1994)
- Möte med frälsaren (1996)
- Grizzly slår nollan (1997)
- Haiti - mot alla odds (1998) (foto: Erland Segerstedt)
- Kalkonernas hämnd (2000)
- Entusiasternas väg - Från Leningrad till S:t Petersburg (2003) (medförfattare: Lina Petersson, Natalja Tolstaja; foto: Erland Segerstedt)
- Baron Lördag (2005)
- Längs fjällvinden - människor och levnadsöden i Tärna socken, Lappland|Tärnafjällen (2007) (foto: Erland Segerstedt)
- På en skridsko bland citroner (2008) (medförfattare: Peter Lundin)
- Vargflickan - SMYGIS, i naturens tjänst, del 1 (2009)
- Dödsmaskinerna - SMYGIS, i naturens tjänst, del 2 (2010)
- 40 sekunder senare - världen ser Haiti (2011) (foto: Erland Segerstedt)
- Bussen på Bjurforskammen (2012)
- Tindras återkomst - SMYGIS, i naturens tjänst, del 3 (2012)